# Alessandro Zaccone

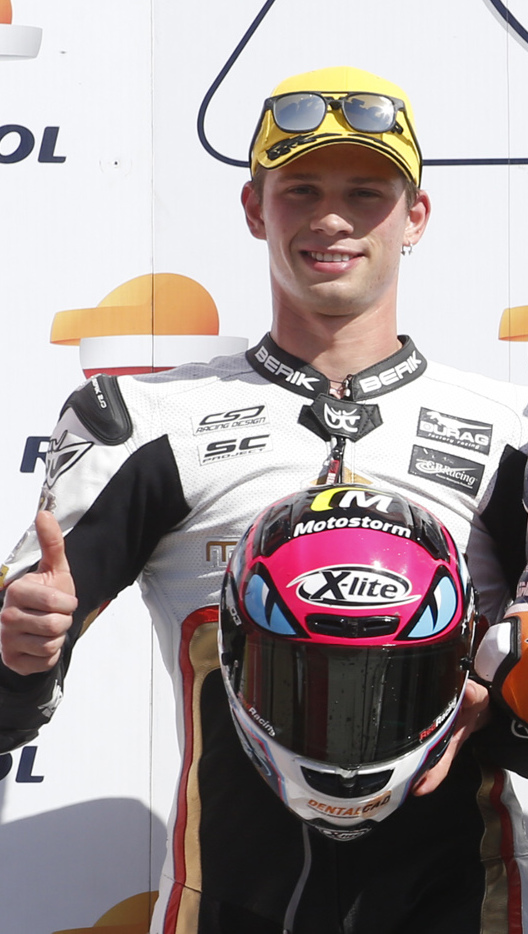
Alessandro Zaccone

Alessandro Zaccone (Rimini, 16 januari 1999) is een Italiaans motorcoureur.

## Carrière
Zaccone begon zijn motorsportcarrière in 2008 in het regionale minibike-kampioenschap, waarin hij kampioen werd. Tevens werd hij dat jaar vierde in het nationale minibike-kampioenschap. In de daaropvolgende jaren nam hij deel aan de MiniGP-klasse en aan het Italiaanse Moto3-kampioenschap. In 2013 maakte hij zijn internationale debuut in de European Junior Cup op een Honda tijdens de race op het Autodromo Enzo e Dino Ferrari. Datzelfde jaar werd hij zestiende in de Italiaanse Moto3.
In 2014 nam Zaccone deel aan de laatste vier races van het European Superstock 600 Championship op een Honda. Hij behaalde 16 punten, met een zevende plaats op het Misano World Circuit Marco Simoncelli als beste klassering, en werd twintigste in de eindstand. In 2015 reed hij in het hele seizoen van de klasse en behaalde hij dit keer met een achtste plaats op het Circuito Permanente de Jerez zijn beste racefinish. Met 21 punten werd hij negentiende in het eindklassement.
In 2016 stapte Zaccone over naar het wereldkampioenschap Supersport, waarin hij op een Kawasaki in de FIM Europe Supersport Cup reed. Hij behaalde twee vijfde plaatsen op het Motorland Aragón en Imola als beste klasseringen. Met 31 punten werd hij achttiende in het algehele kampioenschap en derde in de Europe Cup. In 2017 bleef hij actief in de Europe Cup, maar stapte hij over naar een MV Agusta. Ditmaal was een tiende plaats op Imola zijn beste resultaat. Met 17 punten eindigde hij op plaats 23 in het algehele klassement en opnieuw als derde in de Europe Cup.
In 2018 nam Zaccone deel aan het Spaanse Moto2-kampioenschap op een Kalex. Hij behaalde zijn beste resultaat met een vierde plaats in de seizoensfinale op het Circuit Ricardo Tormo Valencia. Met 74,5 punten werd hij tiende in de eindstand. In 2019 bleef hij actief in de klasse en behaalde hij op het Autódromo do Estoril zijn eerste zege in het kampioenschap. Ook op Jerez en het Circuito de Albacete stond hij op het podium. Met 137 punten werd hij derde in het klassement.
In 2020 maakte Zaccone zijn debuut in de MotoE-klasse van het wereldkampioenschap wegrace. Hij moest de eerste race in Spanje missen vanwege een blessure, maar behaalde in de rest van het seizoen zijn beste klassering met een vijfde plaats tijdens de Grand Prix van Emilia-Romagna. Met 37 punten werd hij twaalfde in het klassement.
In 2021 bleef Zaccone actief in de MotoE. Hij behaalde in de eerste race in Spanje zijn eerste Grand Prix-overwinning.

## Statistieken

### Grand Prix

#### Per seizoen
| Seizoen | Klasse | Motor    | Team                          | Races | Winst | Podiums | Poles | SR | Ptn | Pos |
| ------- | ------ | -------- | ----------------------------- | ----- | ----- | ------- | ----- | -- | --- | --- |
| 2020    | MotoE  | Energica | Trentino Gresini MotoE        | 6     | 0     | 0       | 0     | 0  | 37  | 12e |
| 2021    | MotoE  | Energica | Octo Pramac MotoE             | 6     | 1     | 3       | 0     | 0  | 80  | 5e  |
| 2022    | Moto2  | Kalex    | Gresini Racing Moto2          | 20    | 0     | 0       | 0     | 0  | 9   | 24e |
| 2023    | MotoE  | Ducati   | Tech3 E-Racing                | 16    | 0     | 0       | 0     | 0  | 104 | 11e |
| 2024    | MotoE  | Ducati   | Tech3 E-Racing                | 16    | 1     | 5       | 3     | 3  | 179 | 5e  |
| 2025*   | MotoE  | Ducati   | Aruba Cloud MotoE Racing Team | 6     | 1     | 3       | 1     | 1  | 80  | 2e  |
| Totaal  | Totaal | Totaal   | Totaal                        | 70    | 3     | 11      | 4     | 4  | 489 |     |

#### Per klasse
| Klasse | Seizoenen             | 1e GP          | 1e podium   | 1e winst    | Races | Winst | Podiums | Poles | SR | Ptn | Kampioen |
| ------ | --------------------- | -------------- | ----------- | ----------- | ----- | ----- | ------- | ----- | -- | --- | -------- |
| MotoE  | 2020-2021, 2023-heden | Andalusië 2020 | Spanje 2021 | Spanje 2021 | 50    | 3     | 11      | 4     | 4  | 480 | 0        |
| Moto2  | 2022                  | Qatar 2022     |             |             | 20    | 0     | 0       | 0     | 0  | 9   | 0        |
| Totaal | 2020-heden            | 2020-heden     | 2020-heden  | 2020-heden  | 70    | 3     | 11      | 4     | 4  | 489 | 0        |

#### Races per jaar
(vetgedrukt betekent pole positie; cursief betekent snelste ronde)
| Jaar | Klasse | Motor    | 1        | 2        | 3        | 4       | 5      | 6        | 7        | 8      | 9        | 10       | 11      | 12      | 13      | 14     | 15     | 16      | 17     | 18     | 19      | 20     | Pos | Ptn |
| ---- | ------ | -------- | -------- | -------- | -------- | ------- | ------ | -------- | -------- | ------ | -------- | -------- | ------- | ------- | ------- | ------ | ------ | ------- | ------ | ------ | ------- | ------ | --- | --- |
| 2020 | MotoE  | Energica | SPA WD   | AND DNF  | SMR 7    | EMI1 10 | EMI2 5 | FRA1 9   | FRA2 12  |        |          |          |         |         |         |        |        |         |        |        |         |        | 12  | 37  |
| 2021 | MotoE  | Energica | SPA 1    | FRA 3    | CAT 4    | NED 3   | OOS 6  | SMR1 DNF | SMR2 DNS |        |          |          |         |         |         |        |        |         |        |        |         |        | 5   | 80  |
| 2022 | Moto2  | Kalex    | QAT 22   | INA 24   | ARG DNF  | AME DNF | POR 15 | SPA 11   | FRA 18   | ITA 19 | CAT DNF  | DUI 19   | NED DNF | GBR 18  | OOS DNF | SMR 15 | ARA 14 | JPN DNF | THA 21 | AUS 16 | MAL DNF | VAL 16 | 24  | 9   |
| 2023 | MotoE  | Ducati   | FRA1 8   | FRA2 9   | ITA1 11  | ITA2 9  | DUI1 4 | DUI2 9   | NED1 12  | NED2 7 | GBR1 DNF | GBR2 DNF | OOS1 7  | OOS2 11 | CAT1 9  | CAT2 8 | SMR1 7 | SMR2 10 |        |        |         |        | 11  | 104 |
| 2024 | MotoE  | Ducati   | POR1 DNF | POR2 12  | FRA1 DNF | FRA2 4  | CAT1 5 | CAT2 3   | ITA1 2   | ITA2 6 | NED1 DSQ | NED2 1   | DUI1 2  | DUI2 5  | OOS1 6  | OOS2 5 | SMR1 2 | SMR2 8  |        |        |         |        | 5   | 179 |
| 2025 | MotoE  | Ducati   | FRA1 3   | FRA2 DNF | NED1 2   | NED2 1  | OOS1 7 | OOS2 6   | HON1     | HON2   | CAT1     | CAT2     | SMR1    | SMR2    | POR1    | POR2   |        |         |        |        |         |        | 2*  | 80* |

* Seizoen nog bezig.